# Marcelino (football, 1971)
Pour les articles homonymes, voir Marcelino.
Marcelino Elena Sierra dit Marcelino, né le 26 novembre 1971 à Gijón en Espagne, est un footballeur international espagnol qui occupe le poste de défenseur central au cours d'une carrière qui s'étend de 1990 à 2004.

## Biographie

### Carrière de joueur

#### En club
Marcelino quitte le Sporting Gijón pour le RCD Majorque, alors en Segunda División, en 1996. Son passage dans le club des Baléares est marqué par son entente en défense centrale avec Iván Campo. Il fait partie de l'équipe majorquine qui dispute pour la première fois une Coupe d'Europe, la Coupe des Coupes 1999. Il y inscrit le premier but de l'histoire du club à l'échelon continental et atteint la finale qui est remportée 2-1 par la Lazio. Cette compétition disparaît ensuite du calendrier de l'UEFA.
Marcelino rejoint en 1999 le club anglais du Newcastle United FC contre une indemnité de transfert estimée à 10 millions d'euros. Il perçoit alors 1,5 million d'euros brut par an. Au moment de son recrutement, le club est entraîné par Ruud Gullit, limogé peu après son arrivée. Bobby Robson devenu entraîneur du club, la relation entre les deux n'est pas bonne. Sur le plan physique, le joueur dit subir de nombreuses blessures musculaires au cours de son passage à Newcastle. La presse anglaise prétend que le joueur simule ses blessures, Robson pense que le joueur exagère leur gravité. Marcelino ne dispute qu'une vingtaine de rencontres en trois saisons et demie. Critiqué par la presse anglaise, pris en grippe par les supporters du club, ne s'adaptant pas à la culture anglo-saxonne, il résilie son contrat en janvier 2003, six mois avant son terme.
Jouant ensuite au Polideportivo Ejido, il y met un terme à sa carrière en 2004.

#### En sélection
La première sélection en équipe nationale de Marcelino a lieu lors d'un match amical le 18 novembre 1998 contre l'Italie qui se solde par un match nul 2-2. Sa cinquième et dernière sélection se déroule le 5 juin 1999 contre Saint-Marin, un match cette fois remporté 9-0 par la Roja. Ses 5 sélections en équipe nationale se soldent par quatre victoires et un match nul.

### Après-carrière
Une fois sa carrière de joueur terminée, Marcelino devient scout pour Everton. Également commentateur pour des chaînes de télévision, il est en 2013 agent de joueurs.

## Palmarès
Marcelino obtient l'essentiel de son palmarès de joueur lorsqu'il évolue au RCD Majorque. Il remporte la Supercoupe d'Espagne en 1998. Il est également finaliste de la Coupe d'Espagne en 1998 et de la Coupe des Coupes 1999.

## Statistiques
Le tableau ci-dessous résume les statistiques en match officiel de Marcelino durant sa carrière de joueur professionnel,.
| Saison                | Club                  | Championnat           | Championnat | Championnat | Coupe(s) nationale(s) | Coupe(s) nationale(s) | Supercoupe | Supercoupe | Compétition(s) continentale(s) | Compétition(s) continentale(s) | Compétition(s) continentale(s) | Espagne | Espagne | Total | Total |
| Saison                | Club                  | Division              | M.          | B.          | M.                    | B.                    | M.         | B.         | Comp.                          | M.                             | B.                             | M.      | B.      | M.    | B.    |
| 1990-1991             | Sporting Gijón B      | Segunda División B    | 30          | 2           | -                     | -                     | -          | -          | -                              | -                              | -                              | -       | -       | 30    | 2     |
| 1991-1992             | Sporting Gijón B      | Segunda División B    | 22+4        | 0+1         | -                     | -                     | -          | -          | -                              | -                              | -                              | -       | -       | 26    | 1     |
| 1992-1993             | Sporting Gijón B      | Segunda División B    | 30          | 1           | -                     | -                     | -          | -          | -                              | -                              | --                             | -       | -       | 30    | 1     |
| 1993-1994             | Sporting Gijón B      | Segunda División B    | 33          | 2           | -                     | -                     | -          | -          | -                              | -                              | -                              | -       | -       | 33    | 2     |
| 1993-1994             | Sporting Gijón        | Primera División      | 2           | 0           | -                     | -                     | -          | -          | -                              | -                              | -                              | -       | -       | 2     | 0     |
| 1994-1995             | Sporting Gijón        | Primera División      | 8+1         | 0           | 1                     | 0                     | -          | -          | -                              | -                              | -                              | -       | -       | 10    | 0     |
| 1995-1996             | Sporting Gijón        | Primera División      | 4           | 0           | 3                     | 1                     | -          | -          | -                              | -                              | -                              | -       | -       | 7     | 1     |
| 1995-1996             | RCD Majorque          | Segunda División      | 19+2        | 4+0         | -                     | -                     | -          | -          | -                              | -                              | -                              | -       | -       | 21    | 4     |
| 1996-1997             | RCD Majorque          | Segunda División      | 33+2        | 4+0         | 2                     | 0                     | -          | -          | -                              | -                              | -                              | -       | -       | 37    | 4     |
| 1997-1998             | RCD Majorque          | Primera División      | 36          | 2           | 10                    | 1                     | -          | -          | -                              | -                              | -                              | -       | -       | 46    | 3     |
| 1998-1999             | RCD Majorque          | Primera División      | 34          | 3           | 4                     | 0                     | 2          | 0          | C2                             | 9                              | 1                              | 5       | 0       | 54    | 4     |
| 1999-2000             | Newcastle United FC   | Premier League        | 11          | 0           | -                     | -                     | -          | -          | C3                             | 2                              | 0                              | -       | -       | 13    | 0     |
| 2000-2001             | Newcastle United FC   | Premier League        | 6           | 0           | -                     | -                     | -          | -          | -                              | -                              | -                              | -       | -       | 6     | 0     |
| 2001-2002             | Newcastle United FC   | Premier League        | 0           | 0           | -                     | -                     | -          | -          | -                              | -                              | -                              | -       | -       | 0     | 0     |
| 2002-2003             | Newcastle United FC   | Premier League        | 0           | 0           | -                     | -                     | -          | -          | -                              | -                              | -                              | -       | -       | 0     | 0     |
| 2002-2003             | Polideportivo Ejido   | Segunda División      | 11          | 0           | -                     | -                     | -          | -          | -                              | -                              | -                              | -       | -       | 11    | 0     |
| 2003-2004             | Polideportivo Ejido   | Segunda División      | 35          | 0           | 1                     | 0                     | -          | -          | -                              | -                              | -                              | -       | -       | 36    | 0     |
| Total sur la carrière | Total sur la carrière | Total sur la carrière | 323         | 19          | 21                    | 2                     | 2          | 0          | -                              | 11                             | 1                              | 5       | 0       | 362   | 22    |